# 中国藏语系高级佛学院
中国藏语系高级佛学院成立于1987年9月1日，是中华人民共和国藏传佛教的最高学府，位于北京市东城区西黄寺。该佛学院的学员主要为西藏、青海、四川、甘肃、云南等藏族地区和内蒙古、辽宁、新疆等蒙古族地区的藏传佛教活佛，也有少部分学员为学僧。

## 沿革
该佛学院由十世班禅和中国佛教协会会长赵朴初倡设，由中共中央、国务院批准创办。
经中共中央批准，2016年12月23日，中国藏语系高级佛学院召开全体教职员工大会，宣布中国藏语系高级佛学院党组成立。

## 历任领导
| 院长 1. 班禅额尔德尼·确吉坚赞（1987年—1989年） 2. 却西·洛藏华丹隆柔嘉措（1991年9月—2001年）（副院长主持院务） 3. 那仓·向巴昂翁·丹曲成来（1988年—）（副院长主持院务） 4. 嘉木样·洛桑久美·图丹却吉尼玛（2003年—） 副院长 …… - 王长鱼（？—，常务副院长） - 刘鹏（？—） - 郭莽仓·罗藏宗哲加措（？—） - 南拉扎西（？—） | 党组书记 - 王长鱼（2016年12月—） |